# 白蘭恩體育會
白蘭恩體育會是一間位於挪威卑爾根的體育會，於1908年9月26日成立，目前參加挪威足球超级联赛。
白蘭恩是挪威知名度最高的球會之一，在卑爾根有大批狂熱的支持者。球隊每季都被寄予厚望，但很多時候的表現都不盡如人意。截至2023賽季，白蘭恩共獲得3次挪威足球超級聯賽冠軍，7次挪威杯冠軍。在歐戰層面，最好成績是在1996–97賽季打入當年歐洲盃賽冠軍盃半準決賽，最終負於利物浦而止步。
白蘭恩的主場位於白蘭恩球場，2005年平均入場人數有14,701人，2007赛季则达到了破纪录的17,310的平均上座率。

## 歷史

### 成立和早年

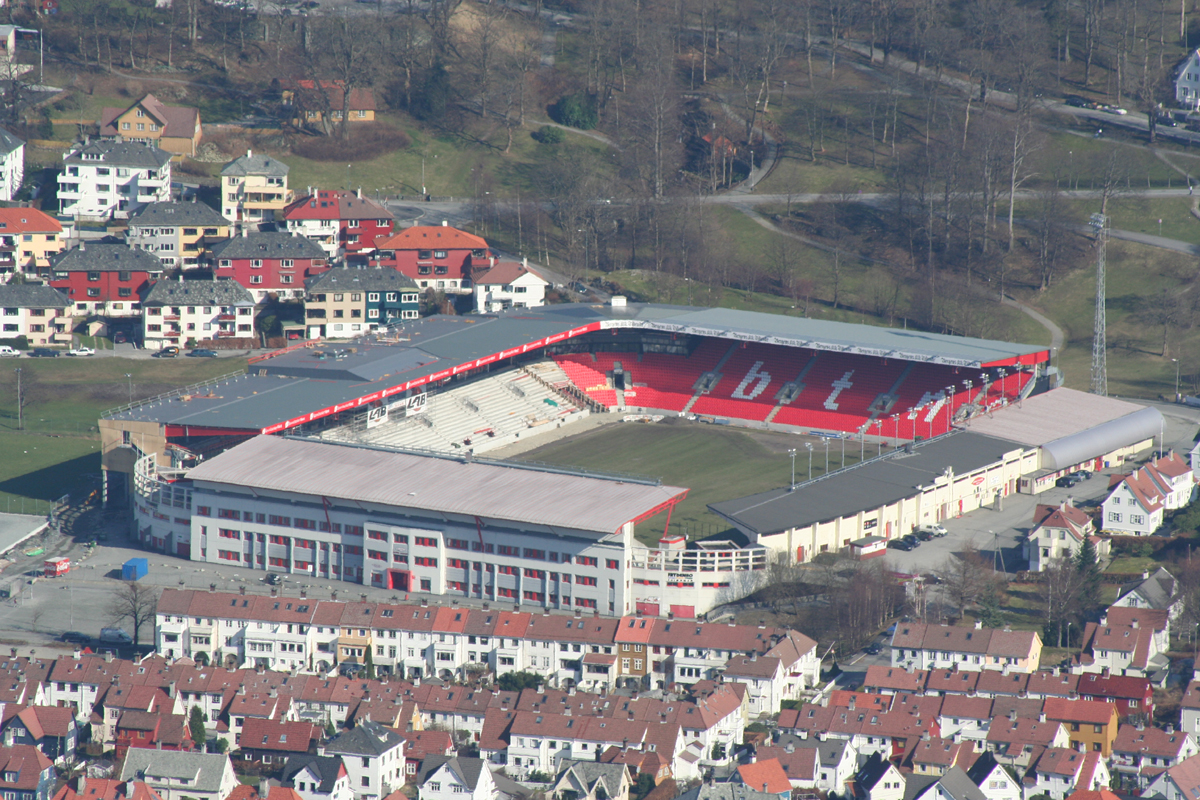
2007年3月的白蘭恩球場

1908年9月26日，克里斯汀·K·格兰（Christen K. Gran）、比尔格·盖斯特兰（Birger Gjestland）及另外8人在卑爾根一間咖啡館會面。他們因不滿意當時卑爾根足球俱樂部的状况，決定成立一支新的球隊。他們把這支球隊命名為“Ski- og Fodboldklubben Brann”（白蘭恩滑雪和足球會），後來改爲現名“Sportsklubben Brann”（白蘭恩體育會）。
白蘭恩的第一場比賽在1909年元旦舉行，他們與卑爾根當地的一支球隊以1–1戰平。
在成立的初始阶段，白蘭恩成績不佳。1917年被視為白蘭恩突破性的一年，他們成功地打入了挪威杯決賽，雖然在決賽中他們以1–4輸給萨尔普斯堡足球俱乐部，但自此開始被視為挪威的頂級球隊。
1917年，白蘭恩在卑爾根南部购置下一片土地。兩年後的1919年5月25日，在球迷和投資者的注資下，白蘭恩球場建成。白蘭恩球場舉辦的第一場比賽是白蘭恩體育會和挪威國家足球隊的比賽，白蘭恩以2–6落敗。
1923年，白蘭恩在挪威杯決賽中以2–1擊敗利恩，取得了成立以來的首個杯賽冠軍。兩年後的1925年，白蘭恩在挪威杯決賽中以3–0擊敗萨尔普斯堡足球俱乐部，第二次奪得挪威杯冠軍。
接下來的幾年里，白蘭恩開始衰退，直到1947年白蘭恩才重回挪威足球超級聯賽。1950年，白蘭恩再一次打入挪威杯決賽，但以0–3不敵腓特烈斯塔。

### 1960和1970年代：榮譽和降班
1960年代，白蘭恩培養出了兩位挪威足球史上最有傳奇性的球員，罗尔德·詹森和罗尔夫·伯杰·佩德森。在他們的帶領下，白蘭恩在1961–62賽季第一次贏得挪威足球超級聯賽冠軍，並在接下來的1963赛季成功衛冕。到了1964賽季，因受到眾多傷兵困擾，白蘭恩未能保持其優異成績而最終降級，罗尔德·詹森也轉會至蘇格蘭球會赫斯。
1967年，白蘭恩重返超級聯賽。
1970年代，白蘭恩兩次在挪威杯決賽中获胜：1972年，以1–0擊敗羅森博格；1976年，以2–1擊敗。在1974至1976年間，白蘭恩连续以微弱劣勢錯過聯賽冠軍，入場人數不斷創出史無前例的新高。

### 1980年代：升降機時代
1980年代，白蘭恩進入了「升降機」年代。1979年开始，第一年降级，第二年又贏得挪甲冠軍而重返挪超，如此这般循环，直到1987年白蘭恩成功留在挪超為止。白蘭恩因此創下了世界上球队連續升班/降班次數最多的记录。在1982年，白蘭恩再次获得挪威杯冠军，他們在决赛中以3–2擊敗莫迪，尼尔·麦克劳德在57分鐘攻入致勝的一球。
自1950年代開始，白蘭恩從末遇上同城對手的真正挑戰。但到了1989年，同市球會菲林根足球俱乐部首次升上挪威足球超級聯賽，卑爾根首次迎來頂級聯賽德比。

### 1990年代：打比戰、獎牌和一些歐洲賽成功
挪威足球超級聯賽的頭三名都可以獲得獎牌，但銀牌或銅牌總還是會令人感到無奈。白蘭恩從1963年以來長期在聯賽位居前列，卻總是無法獲得冠軍，這使他們非常渴望這項榮譽。1990年，白蘭恩的最後一場聯賽十分關鍵，他們有機會奪得聯賽冠軍，但最終落敗，最後只取得聯賽第四名，這是他們自1976年以來首次無緣獲得獎牌。而與之相反，同城對手菲林根在一星期前的挪威杯準決賽擊敗了白蘭恩，他們的目標正是打破白蘭恩在卑爾根的霸權。
1991年，白蘭恩成績不佳。在教練泰图尔·索尔达森辭職后，白蘭恩要在最後一場擊敗才能保住參加保級附加賽的機會，若落敗則會直接將同城對手菲林根送入附加賽。最終白蘭恩以2–0擊敗斯托姆加斯特，并在隨後的附加賽中先擊敗斯特林海姆体育俱乐部，再擊敗布吕讷足球俱乐部，成功留級。
菲林根在1992年重返超級聯賽。1993年，白蘭恩兩次擊敗這支同城宿敵，其中第二次更把對手送入降級。賽季結束後，白蘭恩買下了菲林根的關鍵球員佩尔-奥维·路德维格森。自此菲林根再未回到超級聯賽，卑爾根德比落下帷幕。
自1970年代起，白蘭恩一直缺乏穩定的射手，特隆德·埃吉尔·索尔特维特改變了這個局面，他在1993年和1994年為球隊攻入許多入球。他的比賽風格和他在中場扮演的角色令他格外地出名。但在1995賽季開始前，他與其他幾名球星一道被白蘭恩管理層以「不忠誠」為理由辭退。這令公眾十分反感，在卑爾根的市中心爆發了遊行抗議球隊的做法，而球迷也分裂成支持和反對辭退兩個陣營。白蘭恩球場的入座率和氣氛下跌，球員的士氣也十分低落，他們在聯賽的首場比賽中在主場以0–6大敗於莫迪，令大批球迷要求管理層下台。聯賽過半時，球隊仍然處於下游位置，最終教練霍尔瓦·托雷森被辭退，接替他的谢尔·滕菲尤尔是曾帶領菲林根走向成功的教練。在他的領導下，白蘭恩最終以中游位置結束聯賽，並打入當年挪威杯決賽。
1996年，白蘭恩再次失去聯賽獎牌。不過在几天之後，他們在歐洲盃賽冠軍盃淘汰PSV燕豪芬，打入半準決賽。這是第二次有挪威球隊打入這項賽事的半準決賽。在半準決賽中，他們先在主場與利物浦以1–1戰平，後作客以0–3負於對手，最終止步八強。
1997年，白蘭恩贏得聯賽銀牌。
1998年，球隊在賽季前半程表現不佳，教練谢尔·滕菲尤尔被辭退，由哈拉尔德·阿布瑞克接任。在他的帶領下，球會再一次護級成功。但比賽成績不佳再加上白蘭恩球場的看臺擴建工程，為球會帶來了嚴重的財政問題，直到最近才獲得解決。

### 2000年代：多年來首個錦標
2000年，哈拉尔德·阿布瑞克離開球隊，泰图尔·索尔达森接任教練，這年他們贏得銀牌。托尔斯坦·赫尔斯塔德在2000年、2001年連續2年成為聯賽最佳射手。
2002年賽季是球隊自1990年以來表現最差的賽季。賽季結束時，他們在聯賽排名倒數第三，要进行保級附加賽以保住頂級聯賽席位。在附加賽中，他們以首回合0–0，次回合2–1擊敗，避免了降級。
2004年賽季，白蘭恩最終排名聯賽第三名，獲得參與皇家聯賽的資格。
作為挪威的大球會，白蘭恩自從1970年代起就令人失望。在多年競逐錦標失敗的情況下，白蘭恩給人的印象是管理無能、士氣低落和內部不穩。但自從蒙斯·伊瓦尔·梅尔德接任教練後，情況有所改變。球隊運營策略開始重視連續性，講求腳踏實地，這令白蘭恩被重新塑造成一支能奪取冠軍的球隊。
在2004年11月7日，白蘭恩奪得22年來首個錦標。在挪威杯決賽中，他们以4–1擊敗利恩。本特·塞特内斯在賽事的頭35分鐘內就攻入了三球，成為這場賽事的最佳球員。
2006年，白蘭恩的表現本來十分突出，曾有望奪得42年來首個聯賽冠軍。但在夏季休賽期後球队表現急轉直下，而羅森博格則止跌回升。賽季結束時白蘭恩屈居聯賽第二，再一次令球迷失望。
2007年，白蘭恩再接再厲，終於迎來球隊43年以來第一個的聯賽冠軍，這也是白蘭恩的第三個聯賽冠軍。同年，球隊在2007–08年欧洲联盟杯以小組第三的成績成功出線，在淘汰賽首輪以兩回合總分8–1負於埃弗頓，未能晉級。
2008年，白蘭恩的成績再度嚴重下滑。在聯賽方面，他們最終僅排名聯賽第八。在挪威盃方面，白蘭恩在16強賽中以0–8慘敗於莫迪而被淘汰。在歐冠預選賽資格賽第三輪中，他們以兩回合1–3負於馬賽。在歐聯杯正賽第一輪中，他們又在兩回合2–2後以點球負於拉科魯尼亞而被淘汰。蒙斯·伊瓦尔·梅尔德於本賽季結束後辭職，接替他的是施泰纳·尼尔森。
2009年，白蘭恩最終獲得聯賽第五名。

### 2010年：重建球队

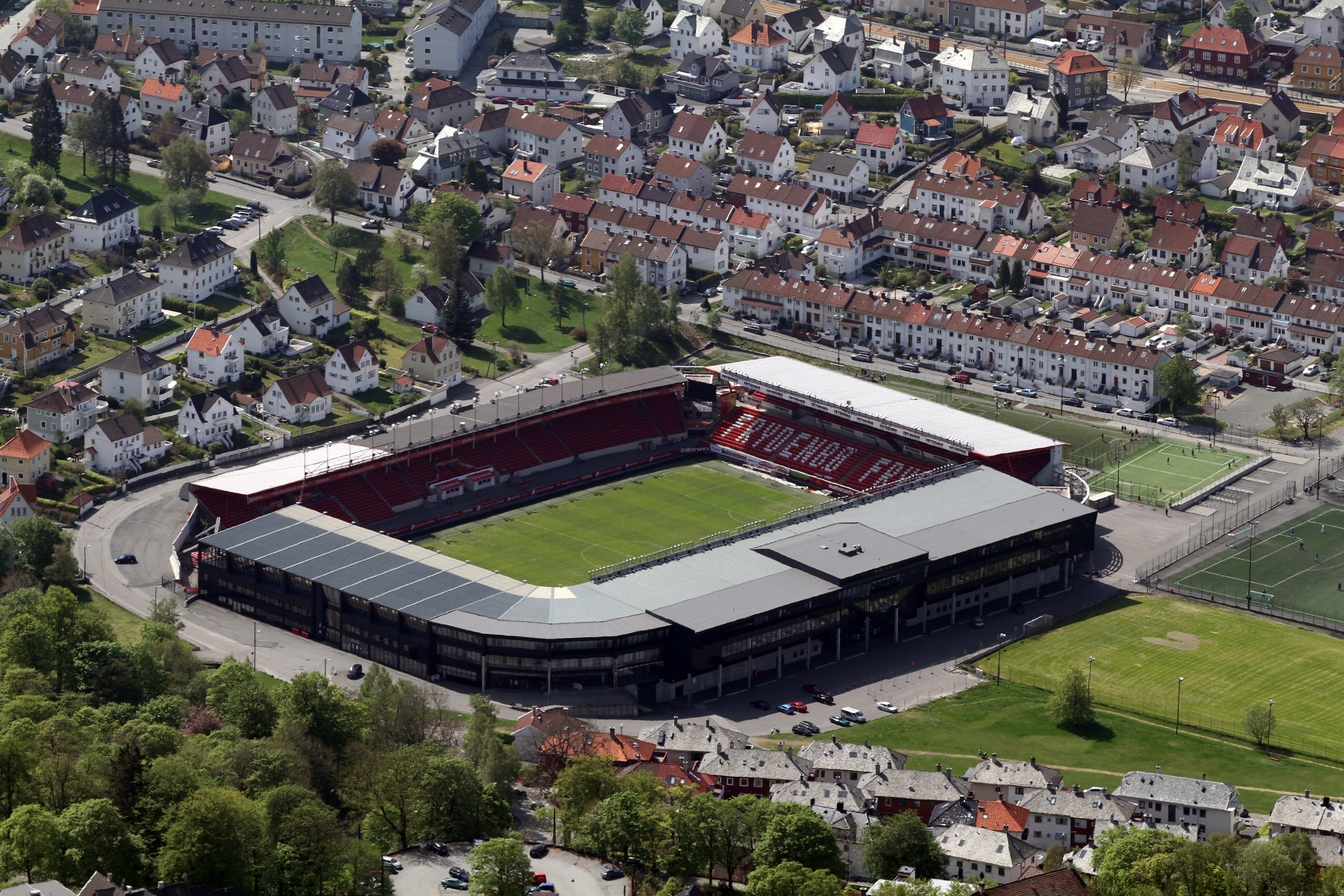
2013年5月的白蘭恩球場

2010赛季对布兰来说是一个糟糕的赛季。在5月19日的挪威杯比赛中，球队出人意料地以0–1输给了第四级别联赛球队、同城对手菲林根，被淘汰出局。两天后，主教练施泰纳·尼尔森辞职，由鲁内·斯卡肖尔德接任。本赛季结束时，布兰排名联赛第13位，距离降级附加赛仅有一步之遥。
在2011赛季之前，人们对布兰的期望很低，挪威报纸《世道報》预测布兰将降级。尽管如此，布兰却在联赛第一轮和第二轮分别战胜了联赛卫冕冠军羅森博格和，为本赛季取得了良好的开局。在本赛季中，布兰始终是联赛前三名的有力竞争者。在挪威杯方面，球队也在半决赛中击败腓特烈斯塔，晋级决赛。然而在这两项赛事中，布兰都在最后一刻功亏一篑。他们在挪威杯决赛中以1–2输给阿利辛特，在联赛最后一场比赛同样负于阿利辛特，最后仅获得联赛第四名。
2012年7月28日，挪威国脚哈塞克勒普从樸茨茅斯返回布兰继续效力。
2013年12月3日，布兰决定不再与主教练鲁内·斯卡肖尔德续约，来自瑞典的里卡德·诺林成为布兰的新任主教练，他刚刚带领瑞典俱乐部馬模取得了瑞典足球超级联赛冠军。然而2014赛季对布兰来说是灾难性的，球队29年以来首次从顶级联赛降级。最终里卡德·诺林于2015年5月27日被解雇。两天后的2015年5月29日，拉尔斯·阿恩·尼尔森成为临时主教练，他带领球队在联赛的剩余时间里表现出色，最终以联赛第二名的成绩成功晋级，于2016年回到顶级联赛。拉尔斯·阿恩·尼尔森也随之转正，一直执教布兰至2020年。

## 榮譽
- 挪威足球超級聯賽
  - 冠軍：1961–62, 1963, 2007
  - 亞軍：1951–52, 1975, 1997, 2000, 2006, 2016, 2023
- 挪威足球甲级联赛
  - 冠军：2022
  - 亚军：2015
- 挪威盃
  - 冠軍：1923, 1925, 1972, 1976, 1982, 2004, 2022
  - 亞軍：1917, 1918, 1950, 1978, 1987, 1988, 1995, 1999, 2011
- 歐洲賽事
  - 歐洲盃賽冠軍盃半準決賽：1996–97

## 著名球員

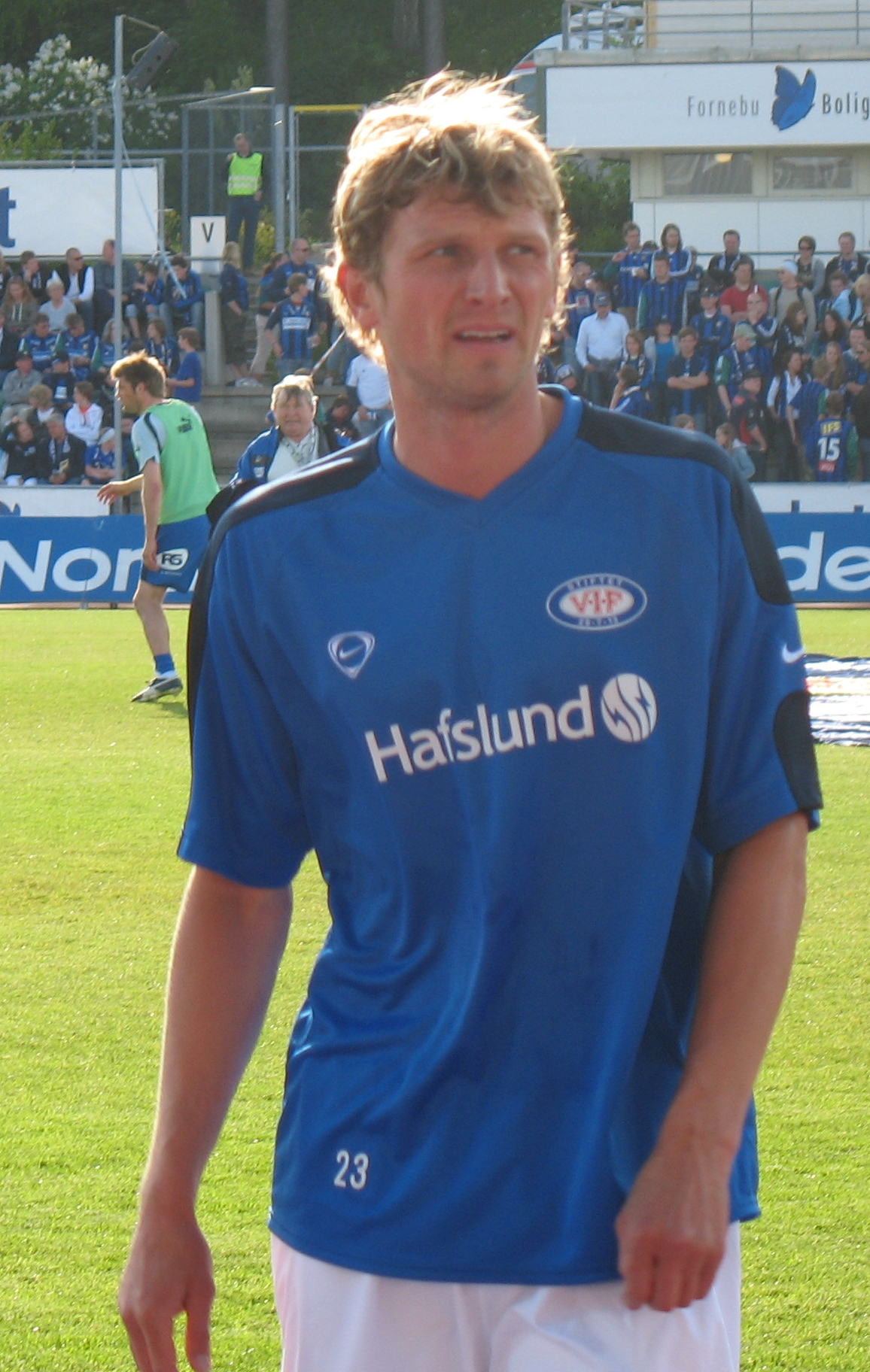
托雷·安德烈·費奧曾在白蘭恩效力一個賽季

| Rolf Birger 'Pesen' Pedersen (1957 - 1972)              |
| Roald 'Kniksen' Jensen (1960 - 1964 and 1971 - 1973)    |
| Tore Nordtvedt (1963 - 1979)                            |
| Bjørn Tronstad (1974 - 1982)                            |
| Per Egil Ahlsen (1987 - 1990 and 1991 - 1992)           |
| 约阿希姆·比约克隆德（Joachim Björklund，1990 - 1992年） |
| 托雷·安德烈·費奧（Tore André Flo，1996 - 1997年）       |
| Geir Hasund (1994 - 1998)                               |
| Per Ove Ludvigsen (1994 - 2000)                         |
| 芒努斯·希尔斯泰特 (1999 - 2000)                         |
| 蒙斯·伊瓦尔·梅尔德 (1989 - 1991 和 1996 - 2001)         |
| Azar Karadas (1999 - 2001)                              |
| 托尔斯坦·赫尔斯塔德 (1998 - 2002)                       |
| Geirmund 'Geddi' Brendesæter (1991 - 2003)              |
| Raymond Kvisvik (1998 - 2002 and 2003 - 2005)           |
| Martin Andresen (2005-)                                 |

## 1980年起的球會經理

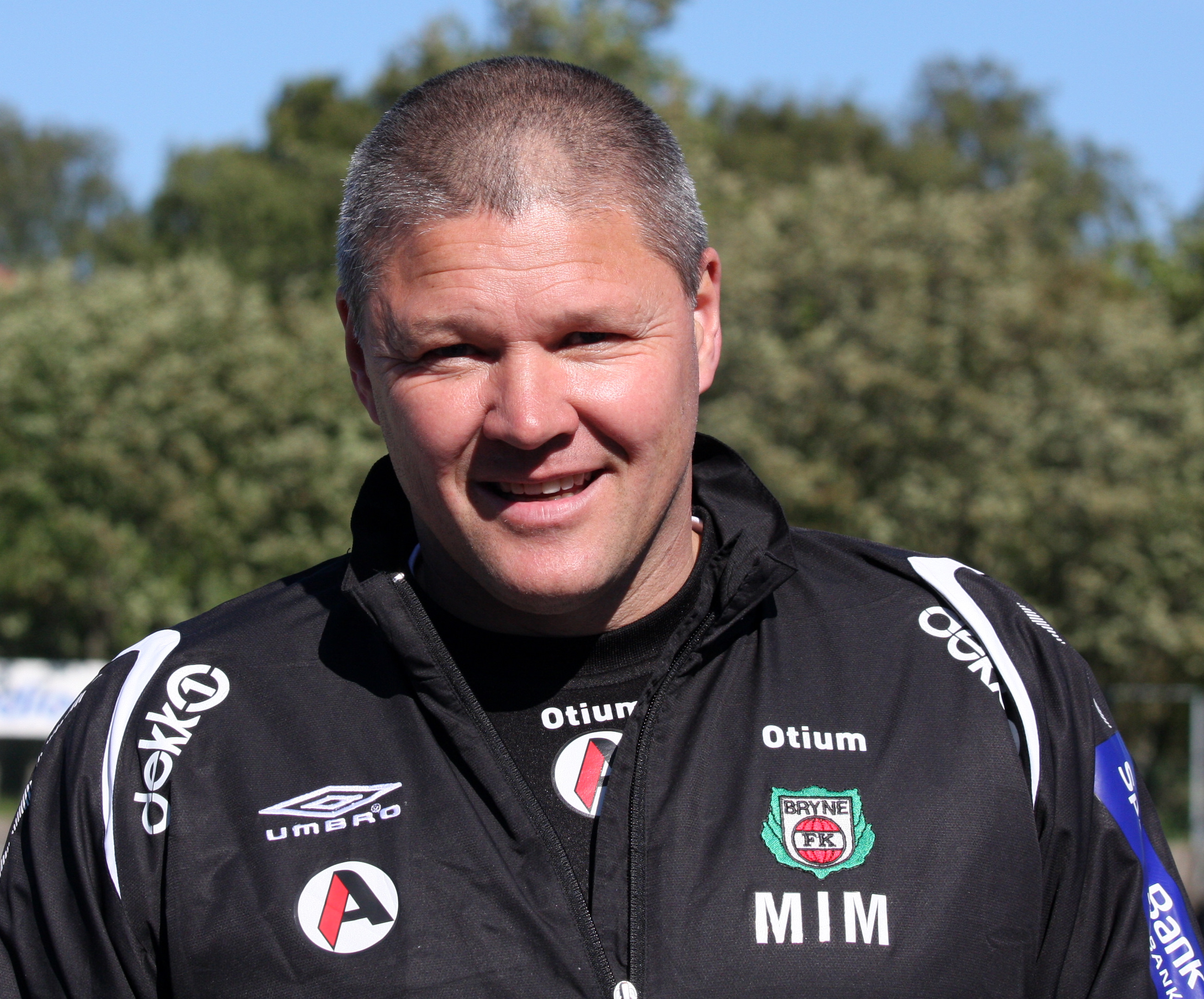
蒙斯·伊瓦尔·梅尔德，于2003–2008年担任教练

| Les Shannon           | (1980 - 1981) |
| Arve Mokkelbost       | (1982 - 1983) |
| Endre Blindheim       | (1984 - 1985) |
| Tony Knapp            | (1986 - 1987) |
| Teitur Þórðarson      | (1988 - 1990) |
| Karl Gunnar Björklund | (1991 - 1992) |
| Hallvar Thoresen      | (1993 - 1995) |
| Kjell Tennfjord       | (1995 - 1998) |
| Harald Aabrekk        | (1998 - 1999) |
| 泰图尔·索尔达森       | (2000 - 2002) |
| 蒙斯·伊瓦尔·梅尔德    | (2003 - 2008) |
| 施泰纳·尼尔森         | (2009 - 2010) |
| 鲁内·斯卡肖尔德       | (2011 - 2013) |
| 里卡德·诺林           | (2014 - 2015) |
| 拉尔斯·阿恩·尼尔森    | (2015 - 2020) |
| 科勒·因格布萊特森     | (2020 - 2021) |
| 埃里克·霍内兰         | (2021 - )     |

## 紀錄
- 最大主場勝利: 9-1，對Steinkjer F.K.，1978年7月30日（如果包括杯賽的話，则是1997年，11-0，對Vard ca 的比赛）
- 最大作客勝利: 9-0，對Åkra I.L.，2004年5月5日
- 最大主場落敗: 0-7，對利恩，1964年8月8日
- 最大作客落敗: 0-10，對羅森博格，1996年5月5日
- 最多入場人數（白蘭恩球場（英语：Brann Stadion））：24,800人，對腓特烈斯塔，1961年10月1日
- 最多平均入場人數的賽季：15,486人，1963年
- 最多亮相（全部）：557，Tore Nordtvedt，1963—1979年
- 最多亮相（聯賽）：263，Tore Nordtvedt
- 最多入球（全部）：132球，Rolf Birger Pedersen，1957—1972年
- 最多入球（聯賽）：57球，Bjørn Tronstad，1974—1982年

## 外部連結
- http://www.brann.no 官方網站 （页面存档备份，存于）
- http://www.bataljonen.no 官方球迷會網站 （页面存档备份，存于）